# Jazmine Cashmere
Pour les articles homonymes, voir Cashmere.
Jazmine Cashmere, née le 17 avril 1984 à Crest Hill, Illinois, est une actrice pornographique américaine.

## Récompenses
- 2009 Urban X Awards : récompensée dans la catégorie "Best Anal Performer"[2]